# Columna del Rosal
La Columna del Rosal fou una unitat de milícies republicanes composta per anarquistes CNT creada durant la Guerra Civil espanyola. De curta existència, va lluitar a la zona centre.

## Historial d'operacions
El seu nom es deu al Coronel Francisco del Rosal Rico, qui n'estava al comandament. Anaven en la columna el mateix Del Rosal, a més de Cipriano Mera o Eusebio Sanz Asencio.
El 27 de juliol surten per Somosierra i Paredes de Buitrago les primeres milícies de la CNT, que trien per comandar-les al coronel retirat Del Rosal. Teodoro Mora faria de delegat de milícies de la CNT, encara que posteriorment s'afegiria Cipriano Mera. Estaria combatent fins a primers d'agost, quan s'estabilitza el front. En aquesta part del front estaven els pantans que proporcionaven aigua a Madrid, per la qual cosa eren estratègics.
A mitjan agost, davant la tremenda envestida de les columnes de l'exèrcit d'Àfrica, la columna és enviada a reforçar la defensa de la Vall del Tajo. Es col·locarà en el flanc dret del militar republicà López Tienda, que tindrà els batallons confederals Mora, a càrrec de Teodoro Mora i organitzat per l'Ateneo del Puente de Toledo, Orobón Fernández manat per Miguel Arcas, organitzat per l'Ateneo Libertario de Tetuán de las Victorias, i el batalló Ferrer, manat per Cayuela.
Aquesta columna arribarà fins a Navamorcuende i combatrà a la Vall del Tiétar. El 20 d'agost estarà en aquest front fins que s'enfonsa amb la presa de Talavera de la Reina el 6 de setembre. La columna sofreix nombroses baixes, dels mil combatents amb els quals surt de Madrid tornen solament 250. Entre els morts està Teodoro Mora que dirigia un batalló. Se li envien reforços des de Madrid. Amb els reforços, moltes vegades improvisats i mal organitzats, que la columna rep, organitzen els següents batallons: Francisco Ferrer, Orobón Fernández, Manuel Pau, Noi del Sucre, Bakunin i Rafael Casado. Manuel Pau i Rafael Casado són els dos primers morts de la columna a Paredes de Buitrago. També se li envien diverses centúries de la Columna Tierra y Libertad, que ve des de Catalunya per reforçar la defensa de Madrid. La columna és retirada del front el 15 de setembre amb nombroses baixes.
A l'octubre va ser assignada al front de Terol. La integren 8 centúries (800 homes) de la columna Tierra y Libertad, el batalló Habita amb 650 homes, el batalló Juvenil Llibertari amb altres 650, el batalló Orobón Fernández amb 600, i el batalló Ferrer amb d'altres. En total 2.300 combatents. Estava comandat pel tinent coronel Del Rosal i amb Cipriano Mera de delegat de milícies, el cap de l'Estat major era el cenetista Antonio Verardini. La columna va participar en accions en la serra d'Albarrasí, encara que sense poder prendre Terol. Passarà tot el mes d'octubre en aquest front. Una part de la columna (1.000 homes) tornarà a Madrid quan la ciutat sigui voltada per les tropes nacionals al novembre de 1936.
El dia 8, arriben a Madrid aquestes milícies a càrrec de Cipriano Mera. S'han presentat 250 voluntaris de cadascun dels 4 batallons de la columna, que completa una columna de 1000 homes. La hi posa a càrrec del comandant Miguel Palacios. En el front de Madrid serà coneguda com a Columna Palacios (mentre que la que queda en el front de Terol seguirà sent Columna del Rosal), i serà dividida en dos batallons (al comandament de Manuel Arenas i Manuel Domínguez). Van ser situades entre el pont de Sant Fernando, al nord del Manzanares, i Puerta de Hierro. Van entrar en combat el dia 9, recuperant una mica de terreny. No obstant això, van tenir 350 baixes en un sol dia. El dia 10 la columna va tornar a atacar. L'11 de novembre fan retrocedir quatre quilòmetres Regulars i legionaris, causant-los 200 baixes i capturant material de guerra. Però pel 13, dels 1000 que eren en la columna quedaven 400. Tots dos caps de batallons van caure en aquests dies. Reben el reforç de dues companyies de carabiners i l'organització els enviarà 600 cenetistes voluntaris.

## Militarització
Amb la formació de l'Exèrcit Popular Regular, la Columna va ser dissolta i convertida en unitat militar. Llavors va passar a ser la Brigada X o Brigada 10. Més tard, al desembre, seria reanomenada com la 39 Brigada Mixta, part de la 14a Divisió, comandada per Cipriano Mera.
Malgrat ser bon millor militar, Del Rosal va sofrir un gran daltabaix en l'Exèrcit del Centre que el va conduir a l'ostracisme. Per contra Cipriano Mera va aconseguir ascendir en l'exèrcit fins al grau de tinent coronel, solament superat pels comunistes Modesto i Líster. Va arribar a manar el IV Cos d'Exèrcit.

## Relacionat
- Confederació Nacional del Treball
- Ateneu llibertari
- Milícies Confederals de la CNT del Centre
- Milícia confederal